# Лодрино
Лодрино (итал. Lodrino, ломб. Ludrì) — коммуна в Италии, в провинции Брешиа области Ломбардия.
Население составляет 1704 человека, плотность населения составляет 107 чел./км². Занимает площадь 16 км². Почтовый индекс — 25060. Телефонный код — 030.
Покровителем коммуны почитается святой Вигилий из Тренто, празднование 26 июня.